# Summer night on the river
Summer night on the river is een compositie van de Brit Frederick Delius. Het vormt samen met On hearing the first cuckoo in spring "Two pieces for small orchestra", maar wordt door dat werkje volledig overschaduwd. Is het tempo van On hearing  "Slow", hier is het devies "Very quietly". Naar het eind toe (partituurcijfer 7) moet langzamer en steeds zachter gespeeld worden alsof de geluidsbron steeds verder weg is. Het is geschreven in Grez-sur-Loing, de bedoelde rivier is de Loing.
Arthur Nikisch gaf op 23 oktober 1913 de eerste uitvoering in Leipzig, samen met On hearing. Delius was niet tevreden over de uitvoering van  On hearing (te traag), maar vond Summer night prachtig. 
Delius schreef het voor
- 2 dwarsfluiten, 1 hobo, 2 klarinetten, 2 fagotten
- 2 hoorns
- violen, altviolen, celli, contrabassen

Er zijn talloze opnamen van dit werkje al dan niet samen met On hearing.